# IPhone 11 Pro
Das iPhone 11 Pro ist ein Smartphone aus der iPhone-Reihe des US-amerikanischen Unternehmens Apple. Es ist der Nachfolger des iPhone XS und wurde von Apple-CEO Tim Cook im Apple Park gemeinsam mit dem kostengünstigeren iPhone 11 am 10. September 2019 erstmals der Öffentlichkeit vorgestellt. Es war das erste iPhone mit drei Hauptkameras. Das iPhone 11 Pro gibt es auch als Phablet mit größerem Display in der Ausführung iPhone 11 Pro Max. Als Prozessor kommt Apples eigener System-on-a-Chip (SoC) Apple A13 Bionic zum Einsatz. Die Vorbestellungsphase begann am 13. September 2019, die Auslieferung an Kunden startete schließlich am 20. September 2019.
Erstmals bei einem iPhone ist ein Schnellladegerät mit einer Leistung von 18 W sowie ein Lightning-zu-USB-C-Kabel im Lieferumfang enthalten, das es Nutzern erlaubt, das Gerät mit aktuellen Macintosh-Modellen zu verbinden.
Mit der Vorstellung des Nachfolgers iPhone 12 Pro wurde das iPhone 11 Pro aus dem Programm genommen.

## Design

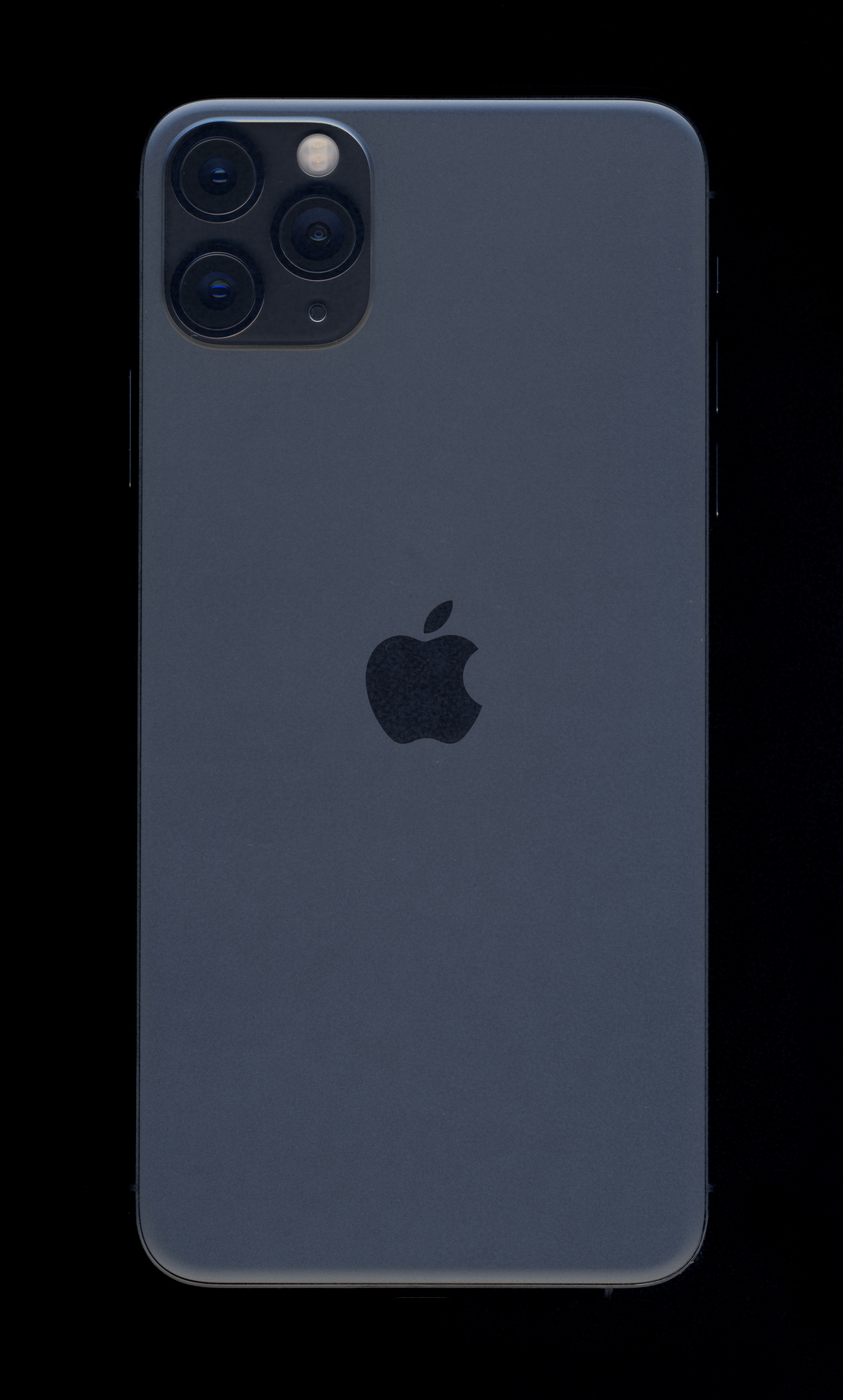
Rückseite eines iPhone 11 Pro Max in Space Grau

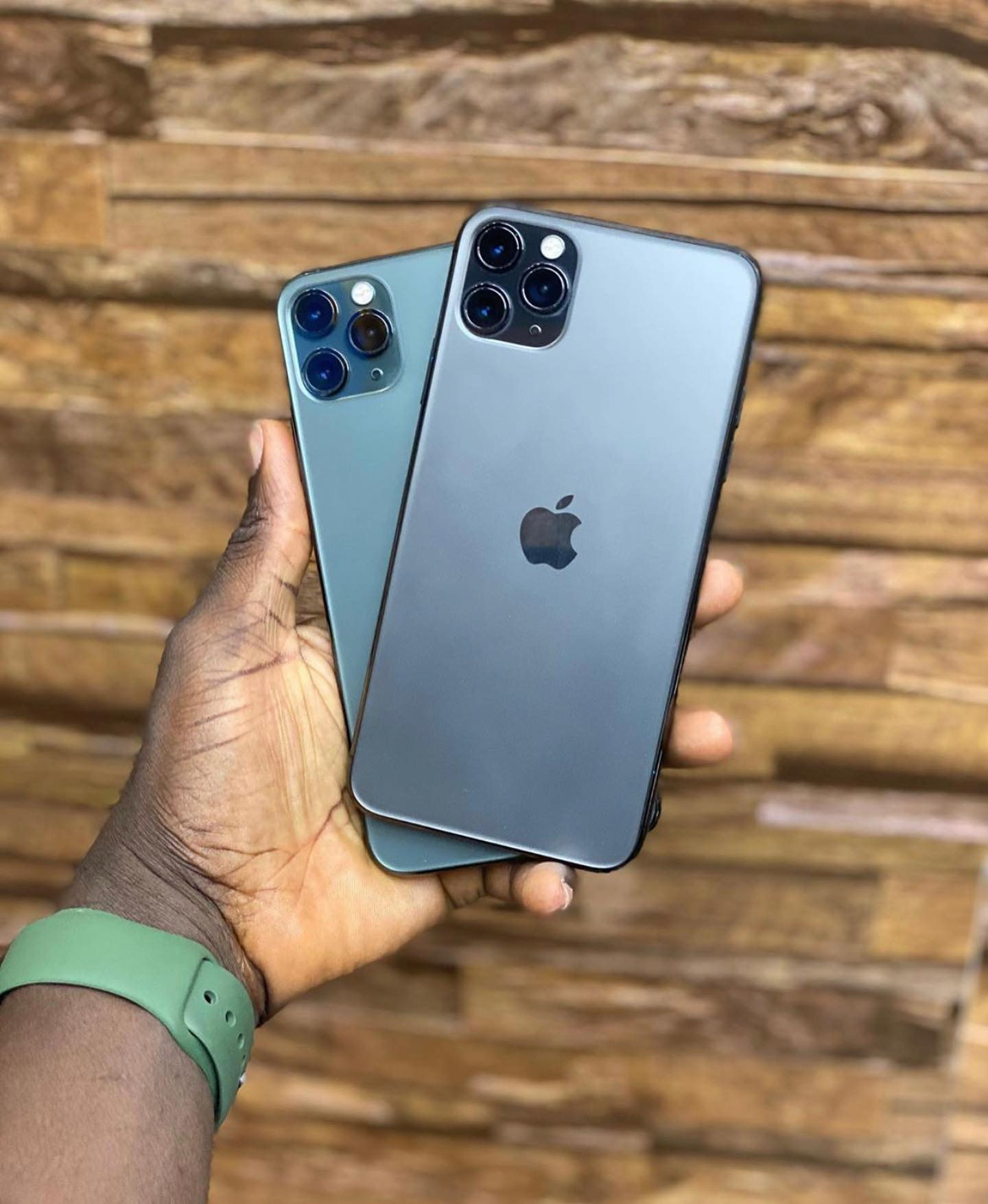
iPhone 11 Pro Max in Nachtgrün und Space Grau

Das Design des iPhone 11 Pro entspricht im Wesentlichen dem des iPhone XS.
Das iPhone 11 Pro besitzt weiterhin ein 5,8″ großes Display. Die Screen-to-Body-Ratio beträgt 80,37 %.
Das iPhone 11 Pro gibt es in vier verschiedenen Farbvarianten mit den Bezeichnungen Gold (engl. Gold), Space Grau (engl. Space Gray), Silber (engl. Silver) und Nachtgrün (engl. Midnight Green). Auf der Rückseite finden sich nun drei statt zwei Kameralinsen, die sich in einem quadratischen Kamerabuckel befinden. Auf der Vorderseite gibt es weiterhin eine Notch, in der neben dem Hörer zum Telefonieren auch die Komponenten für FaceID und die Frontkamera verbaut sind. Das Apple-Logo auf der Rückseite befindet sich erstmals bei einem iPhone nun in der Mitte statt oben, auch gibt es keine Schrift mehr auf der Rückseite. Die Rückseite besteht wie beim Vorgänger weiterhin aus Glas, um induktives Laden zu ermöglichen. Das Glas im Kameragehäuse ist glänzend, das der restlichen Rückseite matt. Alle vier Ecken sind abgerundet. Das iPhone 11 Pro ist 144,0 mm hoch, 71,4 mm breit, 8,1 mm tief und wiegt 188 g.
Es ist nach IEC-Norm 60529 unter IP68 klassifiziert und damit bis zu 30 min in einer Wassertiefe von bis zu 4 m vor Eindringen von Wasser geschützt.

## Technische Daten
Das iPhone 11 Pro bietet neben einer neuen Kamera und dem U1-Chip die üblichen technischen Verbesserungen.

### Display
Das 5,8″-Display hat eine Auflösung von 2436 × 1125 Pixeln, was einer Pixeldichte von 458 ppi entspricht. Die Bildwiederholrate beträgt, wie bei bisherigen iPhones üblich, 60 Hz. Es unterstützt die Ausgabe von HDR-Inhalten und besitzt den P3-Farbraum. Das typische Kontrastverhältnis beträgt 2.000.000:1. Die maximale typische Helligkeit beträgt 800 Nits. Die maximale Helligkeit von 1200 Nits wird nur bei der Wiedergabe von HDR und im automatischen Helligkeitsmodus unterstützt. Diese Helligkeit kann nicht vom Nutzer eingestellt werden. Zudem bietet das Display Unterstützung für True Tone. Apple bezeichnet das Display als ein XDR-Retina-Display.
Apple verzichtet beim iPhone 11 Pro zum ersten Mal bei seinem Spitzenmodell auf 3D-Touch. Wie schon im Vorjahr beim iPhone XR setzt Apple auf softwarebasiertes Haptic Touch.

### Prozessor
Apple verwendet im iPhone 11 Pro den eigenen Apple A13 Bionic-System-on-a-Chip. Gefertigt wird der Prozessor im 7-nm-Verfahren. Die Größe des Arbeitsspeichers beträgt 4 GB LPDDR4X, die verfügbaren Speichergrößen sind 64, 256 oder 512 GB.

### Kamera
Die Kameras hat Apple im Vergleich zum Vorgänger noch einmal verbessert. Das iPhone 11 Pro besitzt nun eine 12-Megapixel-Dreifach-Kamera mit Ultraweitwinkel‑, Weitwinkel- und Teleobjektiv. Neu hinzugekommen ist die Ultraweitwinkelkamera. Das Ultraweitwinkelobjektiv hat eine Offenblende von ƒ/2,4 und ein 120°-Sichtfeld, das Teleobjektiv eine Offenblende von ƒ/2,0. Das Weitwinkel-Objektiv hat eine maximale Offenblende von ƒ/1,8, die Größe der Pixel beträgt wie beim Vorgänger 1,4 μm. Dadurch ist bei Fotos ein bis zu 2-facher optischer und 10-facher digitaler Zoom, bei Videos ein 2-facher optischer und 5-facher digitaler Zoom möglich. Weitwinkel- und Teleobjektiv verfügen zudem über optische Bildstabilisierung, beim Ultraweitwinkelobjektiv ist diese nicht vorhanden.
In der Software ist ein sogenannter Nachtmodus integriert, der die Belichtung bei dunklen Motiven nachträglich korrigiert. Ebenfalls erstmals integriert ist ein Deep Fusion genannter Modus, der Detailoptimierungen vornimmt und für geringes Rauschen sorgt.
Die Frontkamera nimmt erstmals mit 12 Megapixel auf, die größte Offenblende der Frontkamera beträgt ƒ/2,2. Auch die Frontkamera unterstützt 4K-Videoaufnahmen mit bis zu 60 fps.
Die Hauptkamera erhält 117 Punkte von DXO und die Selfie-Kamera kommt auf 92 Punkte, damit gehört es hinsichtlich der Kamera zu den besten Smartphones 2019, die Mikrofone bekommen 71 Punkte.

### Akku
Der Akku hat eine Kapazität von 3.046 mAh und ist damit rund 20 % größer als im Vorgänger, was zu einer gesteigerten Laufzeit führt. Apple gibt an, dass das iPhone 11 Pro bei normaler Nutzung vier Stunden länger hält als das iPhone XS. Der Akku unterstützt Schnellladen und kann mit einem entsprechenden Netzteil in 30 min auf 50 % seiner Kapazität geladen werden.
Alternativ kann das iPhone 11 Pro auch mit jedem Qi-Ladegerät mit 7,5 W kabellos geladen werden.

### U1-Chip
Erstmals überhaupt in einem seiner Geräte verbaut Apple im iPhone 11 Pro den U1-Chip. Dabei handelt es sich um einen Chip für Ultra-Breitband, der die präzise Positionsbestimmung von AirTags erlaubt.

### WLAN
Mit iOS 13 ist zusätzlich WPA3 als Weiterentwicklung von WPA2 für die iPhone-11-Serie verfügbar. Der WLAN-Router muss dies auch unterstützen.

## iPhone 11 Pro Max
Die technischen Spezifikationen des iPhone 11 Pro Max stimmen mit denen des iPhone 11 Pro weitgehend überein. Die Unterschiede sind:
- Es hat eine größere Bildschirmdiagonale von 6,5″ mit einer Auflösung von 2688 × 1242 Pixel (entspricht 458 ppi).
- Die Gehäuseabmessungen (H × B × T) betragen 158,0 mm × 77,8 mm × 8,1 mm. Das Gewicht beträgt 226 g.
- Laut Apple ist die Akkulaufzeit bis zu zwei Stunden länger bei der Video- sowie bis zu 15 Stunden länger bei der Musikwiedergabe als beim iPhone 11 Pro. Der Akku hat eine Kapazität von 3.969 mAh. Laut Apple soll das iPhone 11 Pro Max durch den großen Akku sowie den effizienten SoC die längste Laufzeit, die es bei einem iPhone-Modell jemals gab, erreichen.[7]

## Rezeption
Das iPhone 11 Pro und iPhone 11 Pro Max wurden oftmals für ihr Design kritisiert. Insbesondere das Aussehen der Dreifach-Kamera auf der Rückseite wurde bemängelt und in Memes mit Herdplatten, Kokosnüssen, Bowlingkugeln, Rasierern, Fidget Spinnern und Ähnlichem verglichen. Manche Menschen gaben auch an, das Design würde bei ihnen Trypophobie auslösen.
In Tests wurden das iPhone 11 Pro und iPhone 11 Pro Max überwiegend positiv bewertet. Besonders hervorgehoben wurden oft die lange Akkulaufzeit, die Kamera, die selbst bei schwierigen Lichtverhältnissen gute Fotos mache, sowie das hochauflösende und farbechte Display. Negativ bewertet wurden die hohen Preise sowie der relativ geringe interne Speicher von 64 GB bei den Einstiegsmodellen.
Marktanalysten prognostizieren, dass es die iPhones der iPhone-11-Familie in naher Zukunft auf Grund eines fehlenden 5G-fähigen Modems in der Volksrepublik China schwer haben würden, sich gegen ihre preiswerteren Konkurrenten zu behaupten, die bereits ein solches Modem hätten. Das „Land (sei) auf dem besten Weg, bis Ende des Jahres 2019 mindestens 150.000 5G-Stationen fertigzustellen, so viele wie in keinem anderen Land“.

## Verfügbarkeit
Die Speichervarianten und Preise sind im Vergleich zum Vorgänger gleich geblieben. Das heißt 1.149, 1.319 und 1.549 € für 64, 256 und 512 GB beim kleineren iPhone 11 Pro, und jeweils 100 € mehr für das iPhone 11 Pro Max.
Mit der Vorstellung des iPhone 12 Pro am 13. Oktober 2020 wurde der Verkauf des iPhone 11 Pro eingestellt.
| Modell            | Speicher | 13. September 2019 |
| ----------------- | -------- | ------------------ |
| iPhone 11 Pro     | 64 GB    | 1.149 € (1.377 €)  |
| iPhone 11 Pro     | 256 GB   | 1.319 € (1.581 €)  |
| iPhone 11 Pro     | 512 GB   | 1.549 € (1.857 €)  |
| iPhone 11 Pro Max | 64 GB    | 1.249 € (1.497 €)  |
| iPhone 11 Pro Max | 256 GB   | 1.419 € (1.701 €)  |
| iPhone 11 Pro Max | 512 GB   | 1.649 € (1.977 €)  |